# Expedição Jeannette

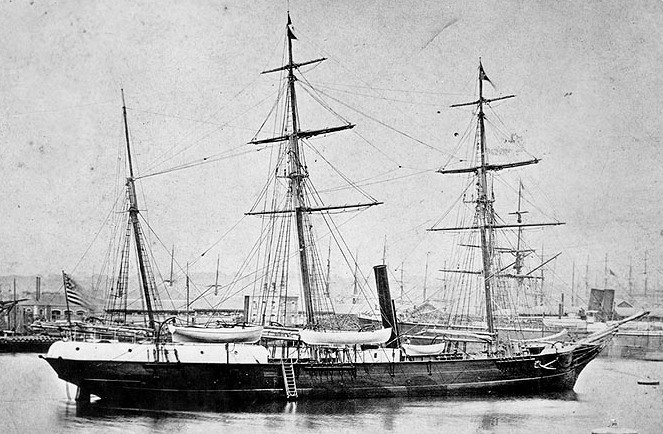
O Jeannette em Le Havre, França, 1878

A Expedição Jeannette (1879–1881), oficialmente designada por U.S. Arctic Expedition (Expedição ao Árctico EUA), foi uma tentativa de chegar ao Polo Norte por George W. De Long através de uma rota ainda não explorada desde o Oceano Pacífico passando pelo Estreito de Bering. Em teoria, uma corrente quente, a Kuro Siwo, que fluía em direcção a norte para o estreito, servia de passagem para Mar Polar Aberto e, assim, para o Polo. Esta teoria veio a verificar-se ser uma ilusão; o navio da expedição, USS Jeannette e a sua tripulação de 33 homens, ficou presa pelo gelo e ficou à deriva durante quase dois anos antes de colidir e afundar-se a norte da costa da Sibéria. Depois de ficarem sem o navio,  De Long then liderou os seus 32 homens numa perigosa viagem de trenó, levando consigo a baleeira do Jeannette e dois cúter, servindo estes dois últimos para navegar até ao delta do rio Lena na Sibéria. Durante esta viagem, e nas semanas que se seguiram pela Sibéria, antes de ser salvos, 20 dos homens da tripulação morreram, incluindo De Long.
O autor da teoria de uma passagem através de uma corrente quente para o Polo Norte foi o cartógrafo alemão August Petermann. Petermann convenceu James Gordon Bennett Jr., o proprietário do New York Herald a financiar uma expedição polar baseado numa rota do Pacífico ainda não experimentada. Bennett adquiriu uma antiga canhoneira da Marinha Real Britânica, a Pandora, e mudou o seu nome para Jeannette. De Long, que Bennett escolheu para chefiar a expedição, era um oficial de marinha activo com experiência no Árctico. Apesar de a expedição ser, na sua essência, de natureza privada, a qual foi paga por Bennett, a expedição teve o total apoio do Governo dos Estados Unidos. Antes de partir, o navio foi integrado na Marinha dos EUA como USS Jeannette, navegando ao abrigo das leis e disciplina da marinha.
Antes do seu fim, a expedição descobriu novas ilhas—a Ostrova De-Longa—e recolheu dados meteorológicos e oceanográficos importantes. Embora o destino do Jeannette tenha deitado por terra a crença na teoria do Mar Polar Aberto,, o surgimento de destroços em 1884 a sul da costa oeste da Gronelândia indicou a existência de uma corrente oceânica que movia o gelo árctico permanente de leste para oeste. Esta descoberta inspirou Fridtjof Nansen a desenvolver a sua Expedição Fram nove anos mais tarde. Um monumento aos mortos do Jeannette foi erigido na Academia Naval dos Estados Unidos em Annapolis, em 1890.